# Georgiens geografi

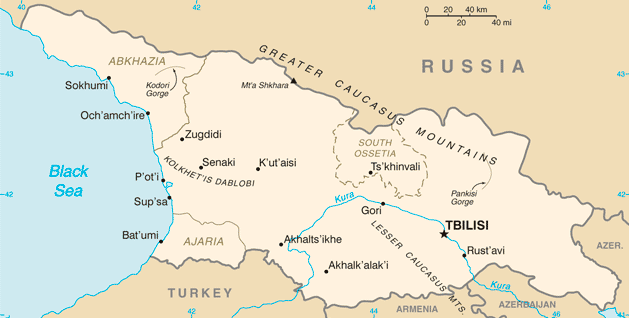
Politisk karta över Georgien

Georgien är ett land i västra Kaukasien mellan Stora Kaukasus i norr och Lilla Kaukasus i söder. Landet har kust mot Svarta havet i väst. Det har en yta på 69 875 km². Det råder viss oenighet om var gränsen mellan världsdelarna Europa och Asien ska dras och Georgien kan därmed anges som tillhörande Europa eller Asien eller delat mellan världsdelarna.
Landet gränsar i väst till Svarta havet, i norr och nordost till Ryssland, i söder till Turkiet och Armenien, och i sydöst till Azerbajdzjan. Georgiens totala yta är 69,875 km².

## Topografi

Topografisk karta över Georgien

Trots landets lilla yta har Georgien en av de mest varierande topografierna inom forna Sovjetunionen. Georgien ligger till största delen i Kaukasien, och landets norra del avskärmas till stor del av Kaukasus-bergen. Landet avgränsas även i söder genom berg, där mellan Armenien och Turkiet i lilla Kaukasus. På grund av de stora höjdskillnaderna i Georgien, i kombination med en dåligt utvecklad infrastruktur isoleras många små bergsbyar från omvärlden under vintertid. Jordbävningar och jordskred förekommer också i bergsregionerna. En av de senaste naturkatastroferna inträffade när massiva sten- och jordskred drabbade regionen Adzjarien 1989. 1991 ägde även två jordbävningar rum vilka förstörde flera små byar i norra delen av centrala Georgien.[källa behövs]
Georgien har omkring 25 000 floder och många av dessa används för att tillverka energi genom vattenkraft. Avvattning i väst går mot Svarta havet, och i öst genom Azerbajdzjan och ut i Kaspiska havet. Den största floden är Mtkvari (även känd under det azerbajdzjanska namnet Kura), som flyter 1,364 kilometer från nordöstra Turkiet, genom östra Georgien och huvudstaden Tbilisi vidare österut och slutligen till Kaspiska havet. Rionifloden, västra Georgiens största flod går från stora Kaukasus och slutar när den mynnar ut i Svarta havet i hamnstaden Poti.

## Längsta floder

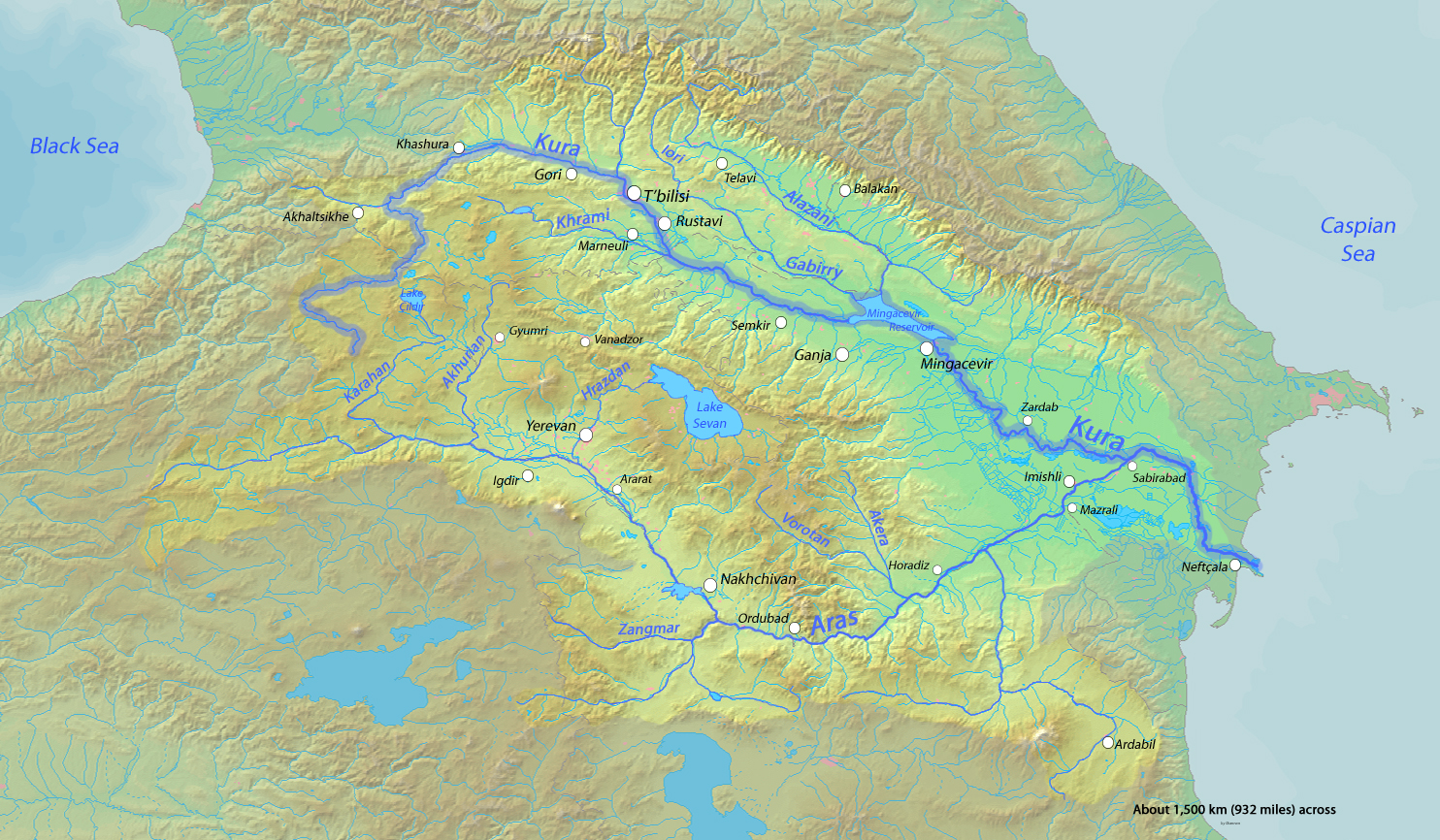
Karta över Mtkvaris flöde genom Turkiet, Georgien och Azerbajdzjan.

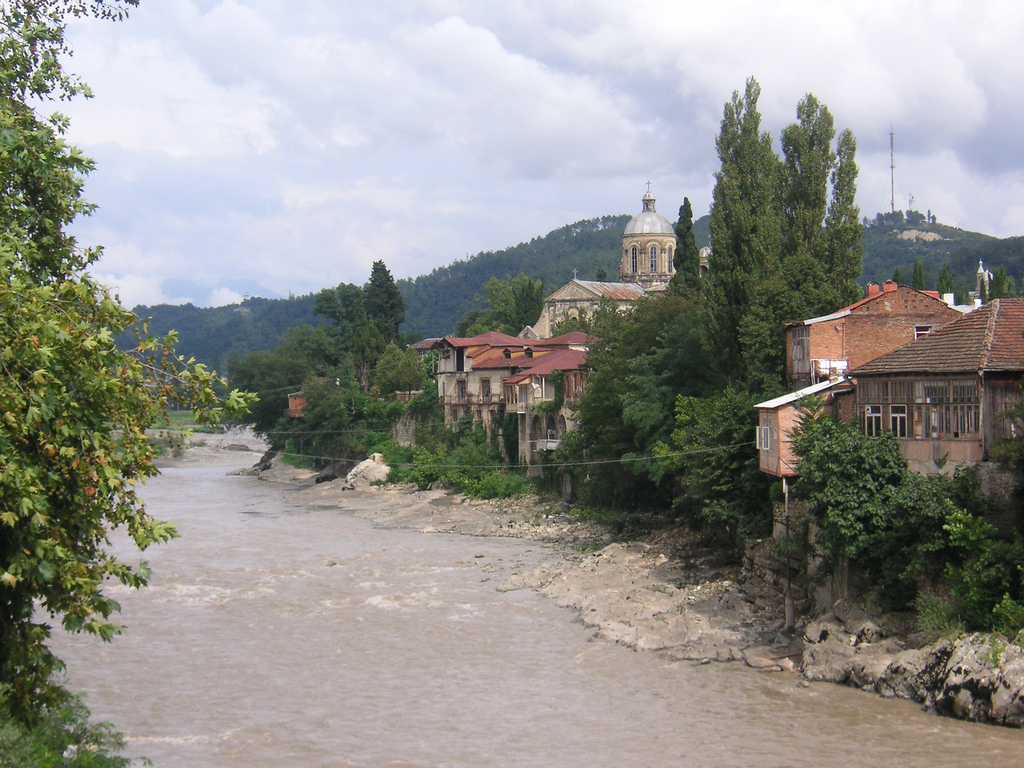
Rioniflodens flöde genom Kutaisi.

| Namn                 | Total längd (km) | Längd inom Georgien (km) | Enbart i Georgien | Vattenkälla              |
| -------------------- | ---------------- | ------------------------ | ----------------- | ------------------------ |
| Alazani              | 407              | 390                      | Nej               | Stora Kaukasus           |
| Mtkvari (tr: Kura)   | 1 515            | 351                      | Nej               | Östra Anatolien          |
| Rioni                | 333              | 333                      | Ja                | Sydvästra Stora Kaukasus |
| Enguri               | 213              | 213                      | Ja                | Stora Kaukasus           |
| Chrami               | 220              | 187                      | Nej               | Trialetibergen           |
| Tschenistsqali       | 184              | 184                      | Ja                | Svanetien                |
| Iori                 | 357              | 183                      | Nej               | Stora Kaukasus           |
| Qvirila              | 152              | 152                      | Ja                | Nordvästra Georgien      |
| Supsa                | 117              | 117                      | Ja                | Sydvästra Georgien       |
| Aragvi               | 112              | 112                      | Ja                | Stora Kaukasus           |
| Bzipi                | 110              | 110                      | Ja                | Stora Kaukasus           |
| Kodori               | 110              | 110                      | Ja                | Stora Kaukasus           |
| Atjaristsqali        | 90               | 90                       | Ja                | Arsianibergen            |
| Tjorochi (tr: Çoruh) | 438              | 37,5                     | Nej               | Nordöstra Turkiet        |

## Högsta bergstoppar
- Sjchara - 5068 m
- Dzjangha - 5059 m
- Mkinvartsveri - 5047 m
- Sjota Rustaveli - 4960 m
- Tetnuldi - 4894 m
- Usjba - 4710 m
- Ailama - 4547 m